# قائمة أنواع الصيدناني
يوجد عدة أنواع من جنس الصيدناني:   
- صيدناني ألبي (الاسم العلمي:Tamias alpinus)
- صيدناني الصنوبر الأصفر (الاسم العلمي:Tamias amoenus)
- صيدناني بولري (الاسم العلمي:Tamias bulleri)
- صيدناني رمادي القدم (الاسم العلمي:Tamias canipes)
- صيدناني رمادي الطوق (الاسم العلمي:Tamias cinereicollis)
- صيدناني التلال (الاسم العلمي:Tamias dorsalis)
- صيدناني دورانغو (الاسم العلمي:Tamias durangae)
- صيدناني مريامي (الاسم العلمي:Tamias merriami)
- صيدناني صغير (الاسم العلمي:Tamias minimus)
- صيدناني كاليفورني (الاسم العلمي:Tamias obscurus)
- صيدناني أصفر الوجنات (الاسم العلمي:Tamias ochrogenys)
- صيدناني بالميري (الاسم العلمي:Tamias palmeri)
- صيدناني بانامنتي (الاسم العلمي:Tamias panamintinus)
- صيدناني طويل الأذن (الاسم العلمي:Tamias quadrimaculatus)
- صيدناني كولورادو (الاسم العلمي:Tamias quadrivittatus)
- صيدناني أحمر الذيل (الاسم العلمي:Tamias ruficaudus)
- صيدناني أحمر (الاسم العلمي:Tamias rufus)
- صيدناني الظلال (الاسم العلمي:Tamias senex)
- صيدناني سيبيري (الاسم العلمي:Tamias sibiricus)
- صيدناني سيسكيو (الاسم العلمي:Tamias siskiyou)
- صيدناني سونوما (الاسم العلمي:Tamias sonomae)
- صيدناني جميل (الاسم العلمي:Tamias speciosus)
- صيدناني مخطط (الاسم العلمي:Tamias striatus)
- صيدناني تاونسندي (الاسم العلمي:Tamias townsendii)
- صيدناني بني (الاسم العلمي:Tamias umbrinus)